# Sveriges herrlandslag i australisk fotboll

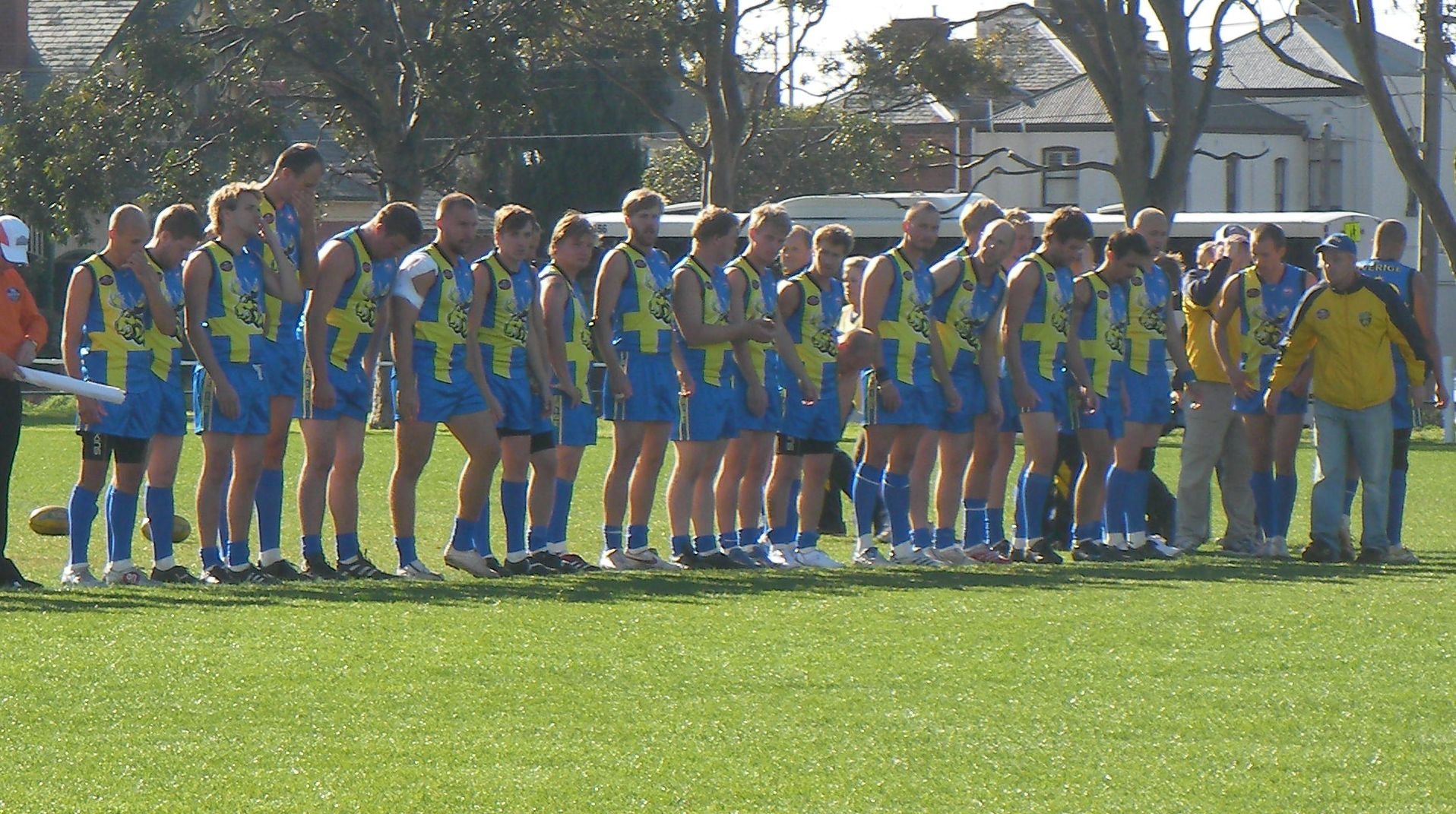
Swedish Elks på Internationella cupen.

Sveriges herrlandslag i australisk fotboll, även kallat Swedish Elks (Sveriges älgar), är Sveriges herrlandslag i australisk fotboll.

## Historia
Landslaget bildades första gången 1997 för en vänskapsmatch mot det danska laget, Vikings, i Helsingborg. Deras nästa match var 2004 mot North London Lions i Malmö och de vann matchen med elva poäng.
2010 avslöjade Elks en ny tröja och logotyp för laget, ett stiliserat älghuvud, i vilket tre kronor kan anas, en på vardera horn, och på älgens mule.
2010 spelades det första europamästerskapet i australisk fotboll. Malmö och Köpenhamn delade på värdskapet, och Swedish Elks fick brons efter att ha slagit Storbritannien i bronsmatchen.

## Resultat

### Eurocup
Sverige vann Eurocup 2007 i Hamburg i Tyskland.

### Internationella cupen
| År   | Slutade                |
| ---- | ---------------------- |
| 2008 | 12                     |
| 2011 | 11                     |
| 2014 | 1 (i andra divisionen) |
| 2017 | Sverige deltog inte    |